# Centrale Bersimis-2
Il existe deux centrales Bersimis : Bersimis-1 et Bersimis-2.
La centrale Bersimis-2 est une centrale hydroélectrique et un barrage érigés sur la rivière Betsiamites par Hydro-Québec, à Lac-au-Brochet, sur la Côte-Nord, au Québec. Cette centrale, d'une puissance installée de 845 MW, a été mise en service en 1959. Elle a été construite après Bersimis-1, une centrale sœur érigée en amont entre 1953 et 1956.

## Géographie
La rivière Betsiamites, également connue sous le nom de Bersimis, est située à mi-chemin entre les rivières Saguenay et aux Outardes, sur la rive nord du fleuve Saint-Laurent, 300 km en aval de la ville de Québec. La région est peu peuplée, à l'exception de la réserve innue de Betsiamites, située à l'embouchure de la rivière. Le mot Betsiamitesou Pessamit est d'ailleurs d'origine innue et signifie « L'endroit où les lamproies se réunissent »
L'appellation Bersimis n'était pas utilisée par les Innus, les Français ou les Canadiens, étant plutôt introduite dans les relevés hydrographiques du fleuve Saint-Laurent réalisés par l'amiral britannique Henry Wolsey Bayfield en 1837. La Compagnie de la Baie d'Hudson utilise le même mot lorsqu'elle y établit un comptoir en 1855, tout comme le bureau de poste, ouvert en  1863. Après deux décennies d'efforts, les résidents et le gouvernement du Québec réussissent en 1919 à convaincre le gouvernement fédéral d'adopter Betsiamites. Mais l'usage administratif de l'appellationBersimis dure pendant des décennies et Hydro-Québec l'a utilisé dans les années 1950 pour nommer ses installations dans la région.
Ce territoire fait partie de l'écorégion des Laurentides centrales de l'écozone du Bouclier boréal. L'arrière-pays est boisé et dominé par des essences résineuses, comme l'épinette noire (Picea mariana), le sapin baumier (Abies balsamea) et l'épinette blanche (Picea glauca),.
En 1937, le gouvernement du Québec accorde une concession forestière à l'Anglo-Canadian Pulp & Paper Co. afin d'alimenter son usine de Forestville, sur la côte. On décrit la zone comme « un véritable paradis pour les sportifs; on y trouve en abondance du poisson, l'orignal, l'ours et nombre d'autres animaux sauvages ».
D'un point de vue technique, la rivière est bien adaptée au développement de l'hydroélectricité. La différence de niveau de 373 m sur une distance de 160 km entre le lac Pipmuacan et l'embouchure, dont une série de chutes et de rapides avec une dénivellation de 213 m sur une distance de 30 kilomètres constitue un attrait majeur pour les ingénieurs. Le site de la centrale Bersimis-1 est idéal à un autre titre, puisque le débit de la rivière peut être contrôlé très facilement à la sortie du lac Cassé.
En plus, il était également possible de développer un deuxième site, à environ 30 km en aval du premier, afin de profiter d'une autre dénivellation de 113 m. C'est ce deuxième site qui sera développé sous le nom de Bersimis-2 entre 1956 et 1959.